# Аверс
А́верс (лат. adversus — звернений до фр. avers, англ. obverse; нім. Vorderseite або нім. Hauptseite) — лицьова сторона монети (просторічна назва — «орел»), або медалі, протилежна реверсу. На аверсі сучасних європейських монет зазвичай розміщується герб держави або портрет правителя.

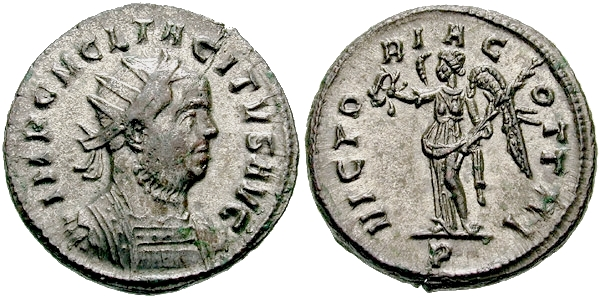
Монета Римської імперії; започаткування традиції карбування аверса та реверса, яка продовжує домінувати у монетному виробництві й сьогодні

В спеціальній літературі досі немає єдиної точки зору відносно правил встановлення лицьової сторони монети, але загальновживаним в сучасних монетних каталогах є визначення аверсу за такими ознаками (за зменшенням важливості):
1. Державний герб, емблема і т. ін. При цьому, якщо на обох сторонах монети зображені герби — то за аверс приймається та, на якій зображений герб, вищий за рангом та становищем. Наприклад, на монетах португальських колоній на аверсі звичайно зображено герб Португалії, а на реверсі — герб колонії.
2. Портрет голови держави, монетного сеньйору або іншого володаря монетної регалії.
3. Легенда з назвою країни або території.
4. Легенда з ім'ям володаря монетної регалії.

Якщо монета не відповідає жодному з перерахованих критеріїв, від встановлення аверсу керуються суб'єктивною думкою, або взагалі його не встановлюють.
Аверси античних монет відбивав релігійно-правові уявлення свого часу і тому найчастіше на ньому було зображення голови божества, шанованого в даному місті, а також емблеми міста (наприклад, черепаха — на о. Егіна, Пегас — у м. Коринфі, бджола — у м. Ефесі і т. д.). В епоху еллінізму на Аверсі, як правило, вміщувався портрет правителя держави. На ранніх римських денаріях на аверсі було зображення богині Роми, але вже наприкінці II ст. до н. е. з'явилась велика кількість монет з різними зображеннями на Аверсі. Зате на імператорських золотих, срібних і мідних монетах вже постійно вміщувався портрет імператора (першим портретом на римській монеті було зображення Юлія Цезаря).
Аверсами середньовічних і монет нового часу заведено вважати той бік монети, зміст штемпеля якого визначав правові підстави карбування даної монети, тобто ім'я, портрет або символ (емблему, герб) правителя, за якого вона була випущена.
На аверсі європейських монет новітнього часу зазвичай розміщували символ республіки, якщо в країні республіканський лад, або портрет правителя, коли це монархія. Але частіше на аверсі бачимо герб держави, А на реверсі — номінал.

## Галерея

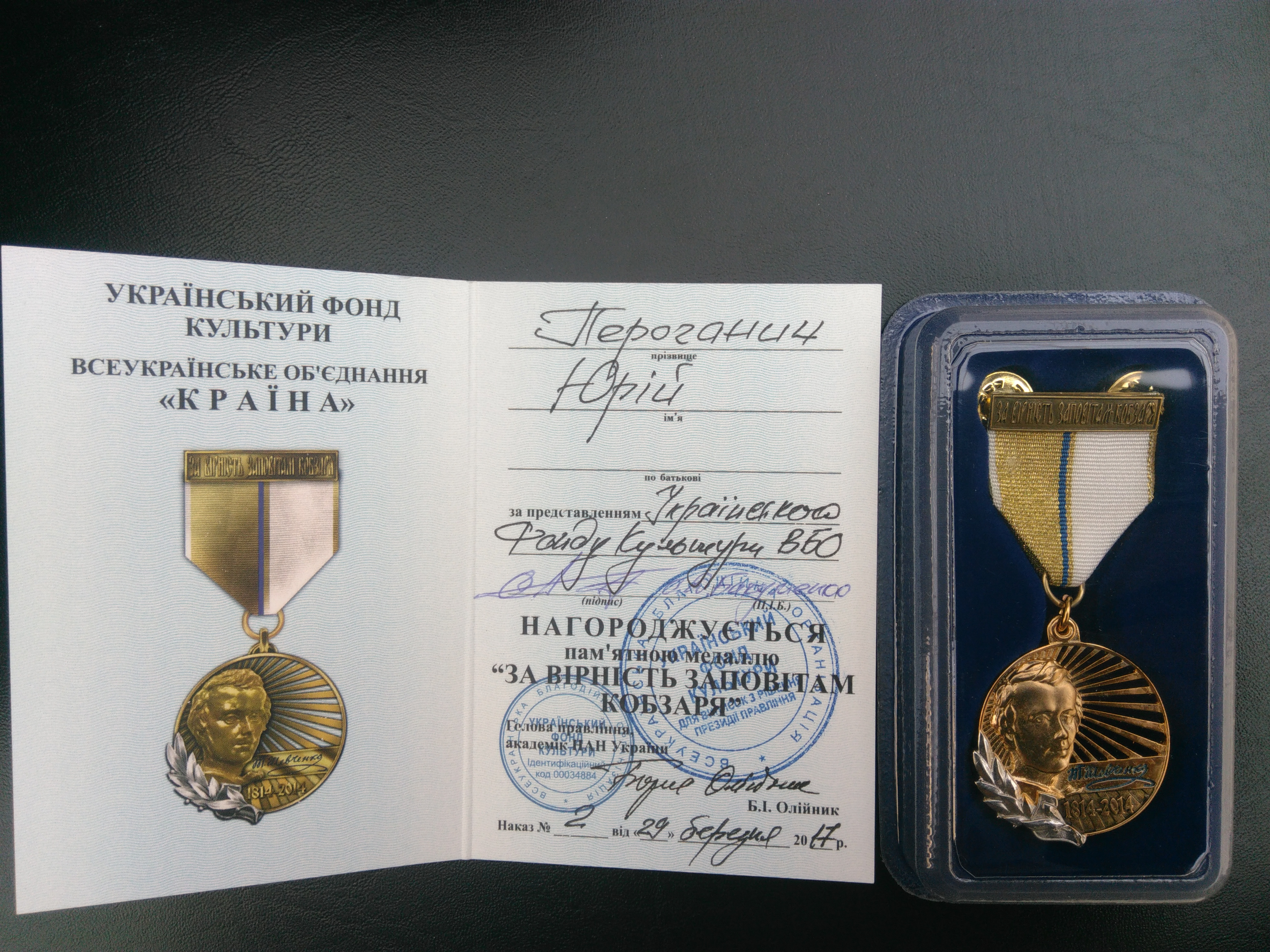
Медаль «За вірність заповітам Кобзаря», аверс
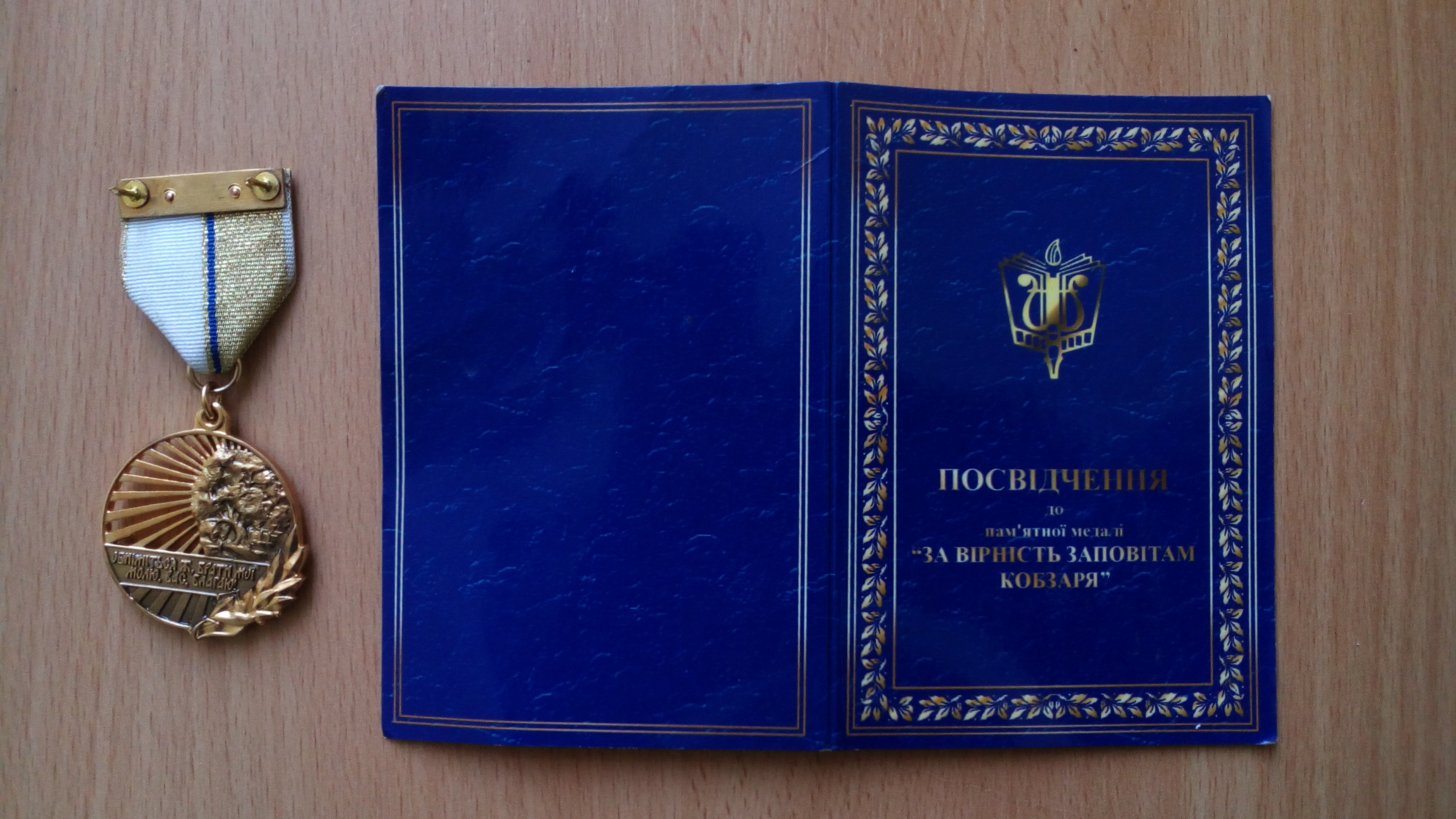
Медаль «За вірність заповітам Кобзаря», реверс